# 귈하네 공원

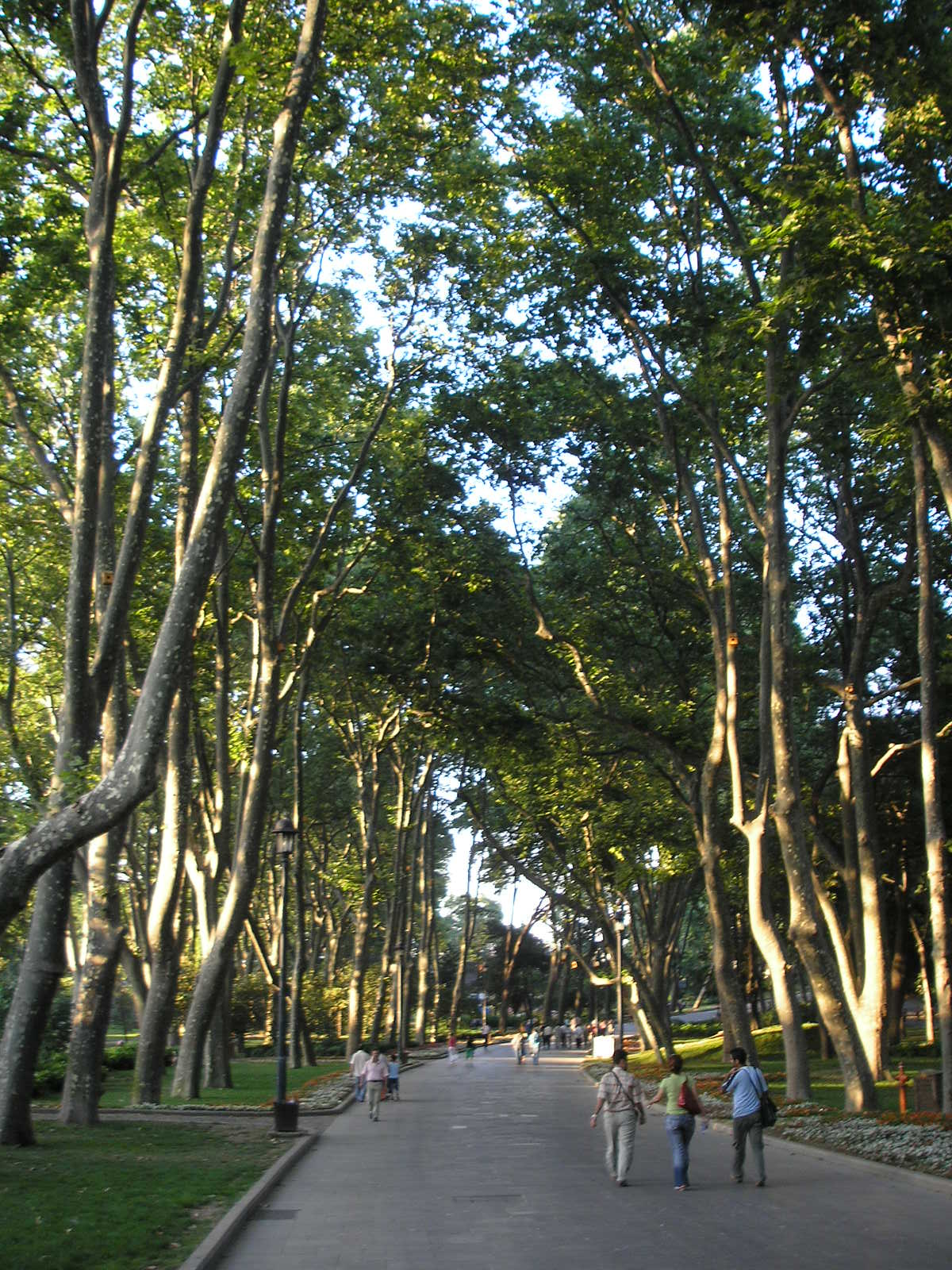
귈하네 공원

귈하네 공원(튀르키예어: Gülhane Parkı)은 튀르키예 이스탄불의 에미뇌뉘 지구에 있는 역사적인 도시 공원이며, 톱카프 궁전에 인접해 있다. 공원의 남쪽 입구는 궁전의 더 큰 문 중 하나를 자랑한다. 이스탄불에서 가장 오래되고 가장 넓은 공공 공원 중 하나이다.

## 역사
공원의 이름을 딴 귈하네는 1839년 귈하네 칙령(터키어: Tanzimât Fermanı 또는 Gülhane Hatt-ı Şerif-î)이 선포된 곳이다. 이 칙령은 오스만 제국에서 탄지마트 개혁을 시작했으며, 이는 제국을 현대화하고 종교에 관계없이 모든 오스만 시민을 법 앞에 평등화하는 것과 같은 변화를 포함했다. 선언문은 제국의 주요 정치가, 외교관 및 개혁가인 오스만 제국 외교관 무스타파 레시드 파샤(Mustafa Reşid Pasha)에 의해 만들어졌다.
귈하네 공원은 한때 톱카프 궁전 외부 정원의 일부였으며 주로 숲으로 구성되었다. 외부 정원의 일부는 자치단체에서 공원으로 계획하여 1912년에 대중에게 공개되었다. 공원에는 이전에 레크리에이션 구역, 커피 하우스, 놀이터 등이 있었다. 나중에 공원 내에 작은 동물원이 열렸다.
공원은 최근 몇 년 동안 대대적인 개조 공사를 거쳤다. 열린 공간의 증가에 영향을 미치는 동물원, 유원지 및 피크닉 장소의 제거. 소풍 루트를 재정비하고 대형 수영장을 현대적인 스타일로 리노베이션했다. 콘크리트 구조물이 제거되면서 공원은 1950년대의 자연 경관을 되찾았고 1800년대부터 있어온 나무들이 드러났다.
이슬람 과학 기술사 박물관은 공원 서쪽 가장자리에 있는 톱카프 궁전의 이전 마구간 자리에 있다. 2008년 5월 레제프 타이이프 에르도안 튀르키예 총리가 문을 열었다. 박물관에는 천문학, 지리학, 화학, 측량, 광학, 의학, 건축, 물리학, 전쟁 등 8~16세기 발명품의 복제품 140점이 전시되어 있다.

## 같이 보기
- 오스만 건축